# 永泰寺塔
34°31′20″N 112°58′32″E / 34.52222°N 112.97556°E
永泰寺塔位于中国河南省登封市嵩山西麓，2001年被列为第五批全国重点文物保护单位。

## 概述
永泰寺始建于北魏正光二年（521年），初名“明练寺”，唐神龙二年改称永泰寺。古代遗物仅存寺塔、均庵主塔、肃然无为普同之塔及碑刻，余为现代重建。永泰寺塔建于唐代，为十一级密檐式砖塔，平面呈正方形，底边长5.05米，高24米。均庵主塔建于金大安元年（1209年），为四角二级砖塔，高3米余。肃然无为普同之塔建于明崇祯十一年（1638年），为喇嘛式砖塔，高6.18米。